# 菲利普斯博士 (佛羅里達州)
菲利普斯博士（英語：Dr. Phillips）是位於美國佛羅里達州橙縣的一個人口普查指定地區。

## 地理
菲利普斯博士的座標為28°27′22″N 81°29′35″W / 28.45611°N 81.49306°W，而該地最高點為海拔高度37米（即121英尺）。

## 人口
根據2010年美國人口普查的數據，菲利普斯博士的面積為12.60平方千米，當中陸地面積為8.80平方千米，而水域面積為3.80平方千米。當地共有人口10981人，而人口密度為每平方千米871人。